# Hôtel de Carcano
L'hôtel de Carcano est un hôtel particulier situé au no 1, rue de Tilsitt, dans le 8e arrondissement de Paris.
Construit en 1867 par Charles Rohault de Fleury, il doit son nom à sa commanditaire et première propriétaire, Anne-Marie Adèle Caussin dite Madame de Cassin, et qui épouse le marquis Landolfo de Carcano en 1889.
Il est actuellement le siège de l'ambassade du Qatar en France.
Il fait partie des douze hôtels particuliers dits des Maréchaux, dessinés par Jacques Hittorff en 1853, sur ordre de l'empereur Napoléon III, lors des grands travaux de réaménagement de l'Étoile, devenue officiellement place Charles-de-Gaulle en 1970.

## Description
- Vestibule : possède des colonnes corinthiennes, avec balcon à balustres et plafond peint.
- Premier étage :
  - contient deux pièces qui ouvrent sur l'arc de triomphe de l'Étoile avec plafond peint représentant le triomphe de Junon et le sommeil de Psyché
  - L’aile donnant sur les Champs-Élysées comporte une salle avec plafond à caissons ainsi qu'une cheminée à cariatides.
- Deuxième étage :
  - possède une salle à décor noir et or avec au plafond les Cinq Sens, ainsi qu'une petite pièce avec un plafond peint représentant Apollon
  - dans l’aile donnant sur les Champs-Élysées se trouve une pièce à décor de fleurs et de lauriers.

## Collections
Sa propriétaire, Madame de Cassin, épouse le marquis Landolfo de Carcano en 1889.
Celui-ci possède une riche collection de peintures de Rembrandt et Rubens, ainsi que des sculptures de Rodin et Frémiet.

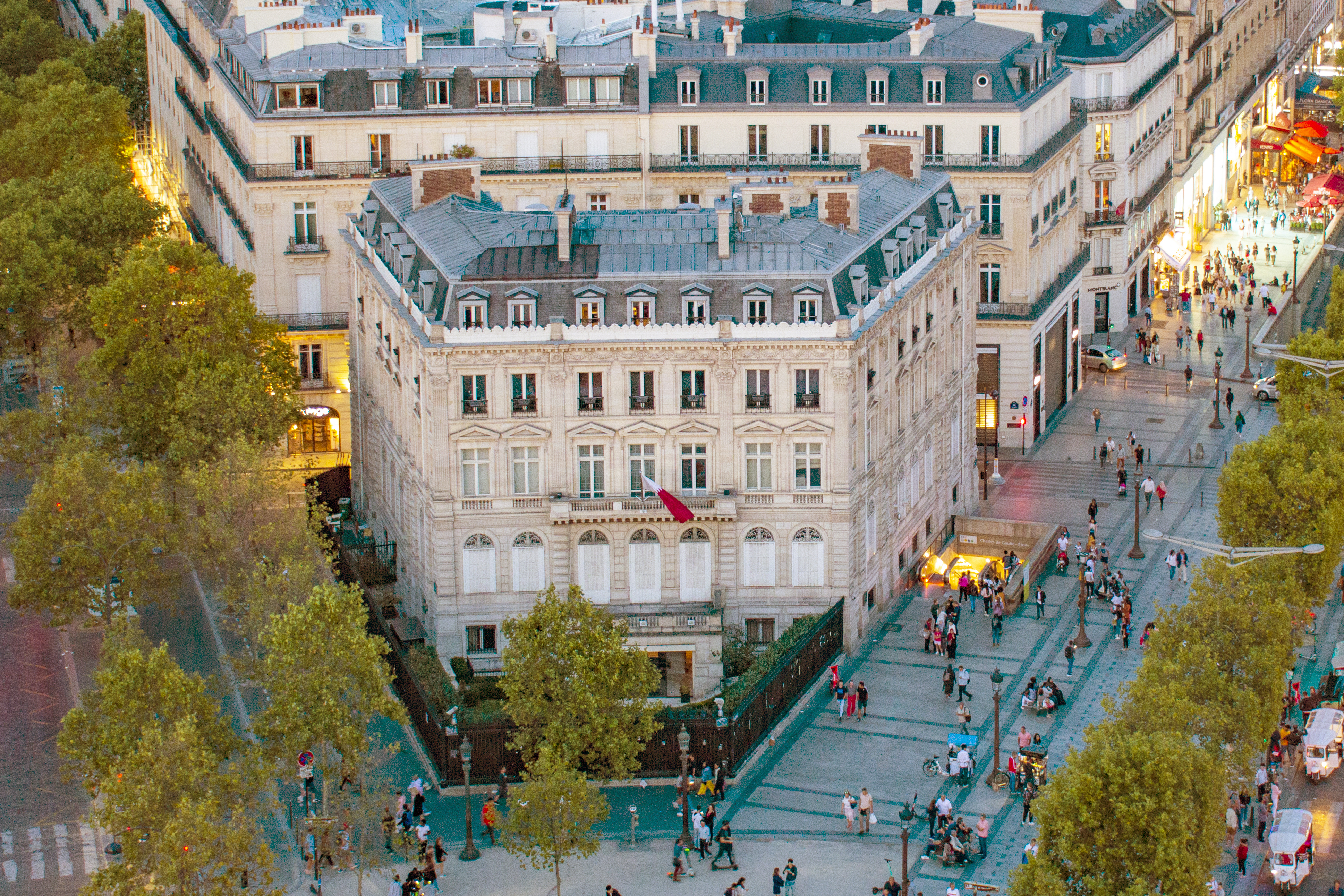
Façade de l'hôtel donnant sur l'Étoile.

À la mort de la marquise, le 9 août 1921, ses collections sont dispersées.
Toutefois, l'hôtel conserve ses décors peints comme L'Allégorie de Charles Chaplin (1825-1891) dans le vestibule, Les Cinq Sens de Pierre-Victor Galland (1822-1892) au premier, ainsi que Le Sommeil de Psyché d'Alexis-Joseph Mazerolle (1826-1889).

## Protection

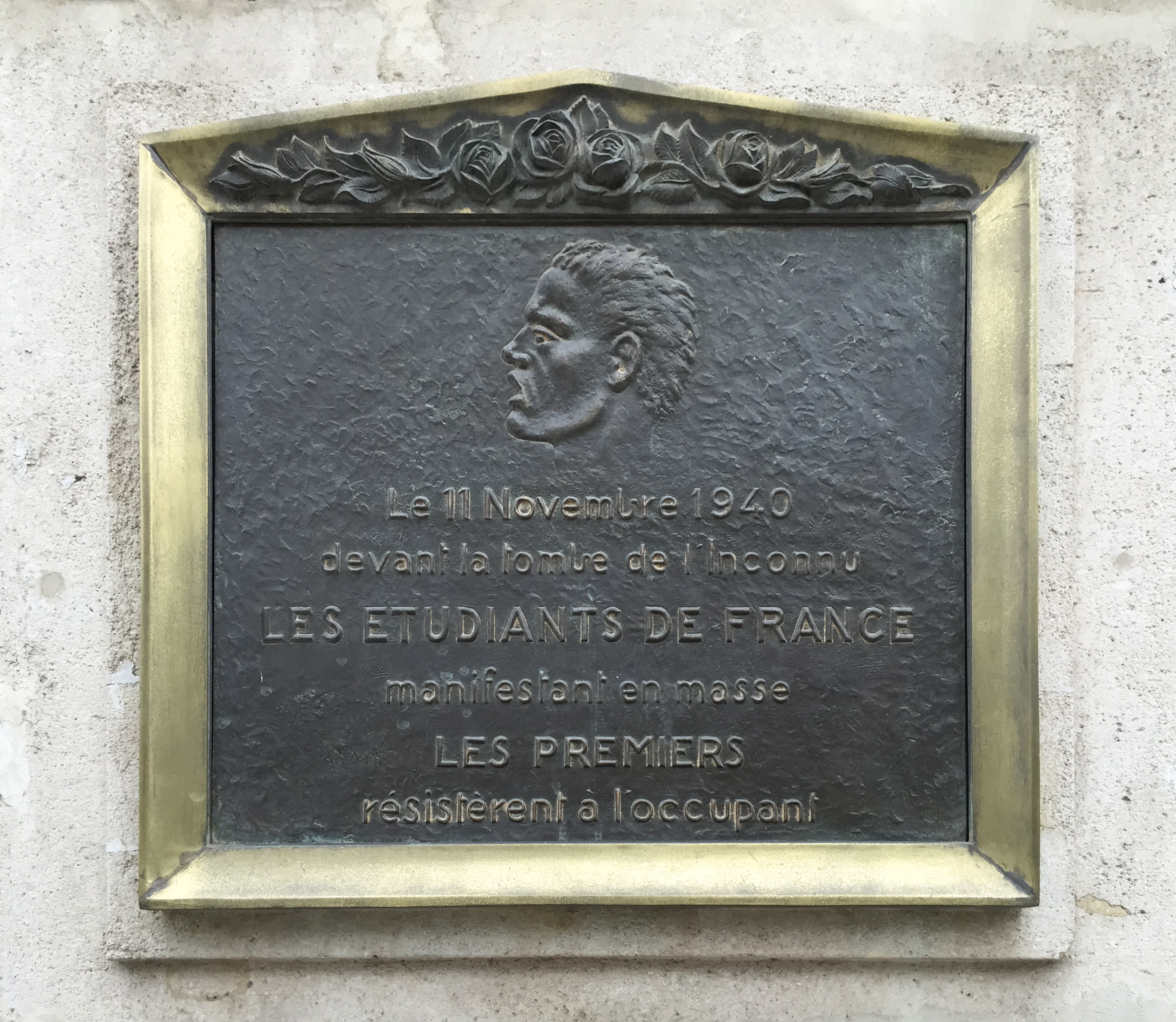
Plaque, côté Champs-Élysées, en mémoire de la manifestation du 11 novembre 1940.

L'hôtel est classé aux monuments historiques, par arrêté du 19 octobre 1976, pour son vestibule, ses décors peints intérieurs, ses cheminées, ses balcons.